# Genovevabeek
De Genovevabeek is een beek in de provincie Vlaams-Brabant in België.
Volgens Paul Kempeneers was Lintara de oude en oorspronkelijke naam van de beek.
De Genovevabeek ontspringt in de IJzersedelle op het grondgebied van Bunsbeek (in 1977 toegevoegd aan Groot-Tienen), nabij de weg Tienen-Diest. Ze vloeit van west naar oost door Sint-Margriet Houtem, Oplinter en Neerlinter, en mondt in Drieslinter in de Grote Vliet uit.
De voortzetting van de Genovevabeek heet in Neerlinter de Kleine Vliet.